# Víctor Rivera
Víctor Rivera Coronado (Lima, 10 de noviembre de 1968), popularmente conocido como «el chino» Rivera, es un director técnico de fútbol peruano. Actualmente dirige al CD Municipal de la Liga 2 de Perú.

## Trayectoria

### Director técnico en divisiones menores y Asistente técnico en fútbol profesional
Víctor Rivera comienza su carrera como entrenador el año 1989 desempeñándose como formador de menores en la Academia Cantolao.
En 1991 fue Asistente Técnico de la selección de fútbol del Perú, de la selección peruana Sub-17 que disputó el Campeonato Sudamericano Sub-17 en Paraguay y al siguiente año de la Sub-20 en el Campeonato Sudamericano Sub-20 disputado en Colombia.
En 1993 regresa al trabajo de menores con la Academia Tito Drago en la cual permanece dos años hasta 1995 con una breve alternancia en 1994 dirigiendo las categorías juveniles del centenario club limeño Ciclista Lima.
Tras esto, vuelve a ser asistente técnico de la categoría Sub-17 de la selección peruana que participó del Sudamericano de 1997. 
Finalizada su labor pasa a ser asistente técnico en el primer equipo profesional del Club Centro Deportivo Municipal, popular equipo capitalino en donde se queda hasta el año 2000.
La temporada 2001-2002 es contratado por el Club Alianza Lima, obteniendo el Bicampeonato Juvenil del Torneo Nacional de la Asociación Nacional de Fútbol Profesional; igualmente obtiene el título nacional Sub-17 Copa Federación Peruana de Fútbol. Adicionalmente como logro importante en este periodo obtiene el título nacional del torneo profesional peruano con el primer equipo de Alianza Lima, siendo asistente técnico del entrenador español Bernabé Herráez coincidentemente en el festejo del xentenario de esta prestigiosa institución.

### Director técnico en el fútbol profesional

#### La Peña Sporting Club
El año 2003 inicia el camino hacia la dirección técnica del fútbol profesional, liderando su propio comando técnico y dirigiendo al equipo limeño La Peña Sporting Club en el Torneo de Ascenso de ese año. 

#### CD Municipal
Regresa al Deportivo Municipal en el 2004 esta vez como técnico principal, donde se hace cargo del primer equipo, llegando a disputar la gran final de la Copa Perú, prestigioso Torneo de Ascenso de ese año luego de una extraordinaria campaña con el popular equipo edil.

#### CD Universidad San Martín de Porres
El año 2005 es contratado por el Club Deportivo Universidad San Martín de Porres como Jefe de la Unidad Técnica de Fútbol, dirigiendo durante ese año al equipo profesional en varios encuentros oficiales del Torneo Apertura de ese año, volviendo luego a sus funciones como coordinador general de fútbol. A fines del 2006 se le encomienda dirigir al plantel profesional de la Universidad San Martín que por entonces atravesaba los estragos de una mala campaña con resultados adversos, obteniendo de la mano de Víctor Rivera, en el último tramo del torneo, resultados muy positivos siendo este el comienzo de lo que sería luego la gran etapa histórica del futuro bicampeonato de la Universidad San Martín bajo la dirección técnica del profesor Víctor Rivera.
La Temporada 2007 constituye para el profesor Rivera el apuntalamiento definitivo en su larga carrera deportiva, tras lo cual obtiene el título nacional del Torneo Profesional Peruano dirigiendo a la Universidad San Martín, luego de una campaña por demás extraordionaria en la que largamente se constituyó en el líder indiscutible del torneo a lo largo de la temporada, propiciando históricos resultados ante los equipos llamados tradicionalmente grandes como Universitario de Deportes a quien de visita doblegó por un contundente (0-3) en su propio Estadio Monumental; a Alianza Lima también de visita en el Estadio Alejandro Villanueva un inapelable (0-5) y a Sporting Cristal (0-3) en el mismísimo Estadio Nacional; debiendo resaltar el hecho de que termina dando la vuelta olímpica en el épico Estadio Garcilaso del Cusco venciendo al campeón de la Copa Sudamericana 2003, el siempre poderoso Cienciano del Cusco.
Este logro le permite estrenarse internacionalmente en la Copa Libertadores, disputando en la versión 2008 encuentros memorables como el triunfo ante el famoso River Plate de Argentina y el poderoso América de México logrando una campaña por demás superlativa y peleando la clasificación hasta las últimas instancias a pesar de ser su debut en estas lides internacionales.
La Temporada 2008, marca para Víctor Rivera la consolidación de la gran campaña del torneo anterior y obtiene nuevamente el título nacional del Torneo Profesional Peruano 2008 nuevamente al mando del Club Deportivo Universidad San Martín de Porres, permitiéndole participar en la Copa Libertadores versión 2009. 
A comienzos del 2009 y en una nueva edición de la Copa Libertadores, logra clasificar a octavos de final volviendo a obtener un destacado triunfo ante River Plate, esa misma temporada. De igual forma en el Torneo Profesional de Fútbol se destaca su lucha por obtener nuevamente el título nacional, y cumple un ciclo brillante al frente de la institución.

#### Club Sporting Cristal
A fines del año 2009 el profesor Víctor Rivera, asume la dirección técnica del Club Sporting Cristal como su nuevo técnico para el Torneo 2010 asumiendo un proyecto de recambio en el equipo celeste, conformando un plantel relativamente joven y realizando una campaña muy aceptable hasta el momento repentino de su partida con la posibilidad intacta de clasificar nuevamente a una justa internacional.

#### CD Universidad César Vallejo
En el año 2011 es contratado por el Club Deportivo Universidad César Vallejo de la ciudad de Trujillo al norte de Lima, institución con la cual asume un compromiso de dirigir un proyecto a mediano plazo, lo cual se reflejó en el Torneo Profesional 2012 en la que la Universidad César Vallejo, mantuvo el liderato absoluto del torneo al cabo de las primeras 16 fechas en la cual estuvo primero a lo largo de las últimas 14 jornadas, todo un récord para esta emergente institución estudiantil. Al final de la temporada en cuadro trujillano se ubicó en un meritorio tercer lugar clasificando por primera vez en su historia a la Copa Libertadores de América.
Además el entrenador Rivera clasificó por quinto año consecutivo a un torneo internacional y en cinco años participó tres veces en el torneo continental de clubes.
El año 2013 clasificó a la Universidad César Vallejo a la Copa Sudamericana.
Cabe señalar que la Federación Peruana de Fútbol le ofreció al profesor Rivera la conducción del seleccionado nacional Sub-20 con miras al próximo Sudamericano de la categoría, a lo cual el profesor Rivera desistió a fin de cumplir con el compromiso asumido con la Universidad César Vallejo y continuar con el proyecto.

#### Selección peruana sub-20
El año 2014 el profesor Víctor Rivera asume la conducción de la selección peruana categoría sub-20, en el año 2015 se realizó el Campeonato Sudamericano Sub-20 en la ciudad de Colonia-Montevideo, Uruguay logrando clasificar a los Juegos Panamericanos de Toronto, Canadá 2015 quedando a un lugar de la clasificación del Mundial Nueva Zelanda 2015.

#### Club Juan Aurich de Chiclayo
En el 2016 dirigió Club Juan Aurich de Chiclayo, clasificando a la Copa Sudamericana 2017,vale destacar que de visita  fue uno de los equipos que sumó más de visita, logrando así su quinta clasificación a un Torneo Internacional como entrenador gracias a que los clubes mexicanos dejaron de participar dicho evento.

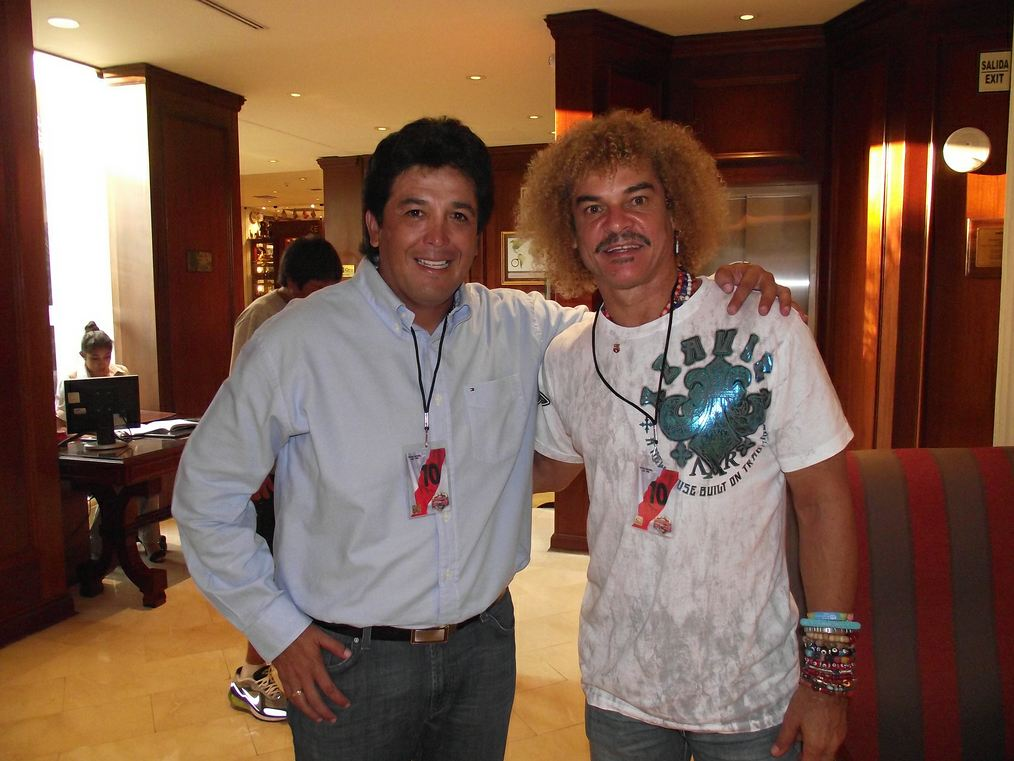
Víctor Rivera junto con "El Pibe Valderrama".

### Municipal
Después de un año sabático el popular 'chino Rivera' firma con Municipal por todo el 2018 con el objetivo de lograr afianzar al equipo en primera división y luchar por la clasificación a un campeonato internacional.
El 2019 luego de clasificar a la Copa Sudamericana renueva con Municipal para afrontar la Liga 1.

## Trabajo en equipos

### DT en menores y AT en fútbol profesional
| Equipo              | País | Año       | Labor             |
| ------------------- | ---- | --------- | ----------------- |
| Academia Cantolao   | Perú | 1989-1990 | DT en menores     |
| Perú Sub-17         | Perú | 1991      | AT en selección   |
| Perú Sub-20         | Perú | 1992      | AT en selección   |
| Academia Tito Drago | Perú | 1993      | DT en menores     |
| Ciclista Lima       | Perú | 1994      | DT en menores     |
| Academia Tito Drago | Perú | 1995      | DT en menores     |
| Perú Sub-17         | Perú | 1996-1997 | AT en selección   |
| Deportivo Municipal | Perú | 1997-2000 | AT en profesional |
| Alianza Lima        | Perú | 2001-2002 | AT en profesional |

### Director Técnico profesional
Datos actualizados al último partido dirigido el 26 de septiembre de 2023.
| Club                | País  | Año       | PD  | PG  | PE  | PP  | Rendimiento |
| ------------------- | ----- | --------- | --- | --- | --- | --- | ----------- |
| La Peña Sporting    | Perú  | 2003      | 24  | 9   | 5   | 10  | 44.44%      |
| Deportivo Municipal | Perú  | 2004      | 22  | 14  | 0   | 8   | 63.64%      |
| Univ. San Martín    | Perú  | 2005-2009 | 84  | 34  | 26  | 24  | 50.8%       |
| Sporting Cristal    | Perú  | 2010      | 43  | 17  | 10  | 16  | 47.28%      |
| Univ. César Vallejo | Perú  | 2010-2013 | 104 | 42  | 30  | 32  | 50%         |
| Selección Sub-20    | Perú  | 2014-2015 | 11  | 4   | 2   | 5   | 42.42%      |
| Juan Aurich         | Perú  | 2016      | 44  | 14  | 17  | 13  | 44.7%       |
| Deportivo Municipal | Perú  | 2017-2020 | 113 | 37  | 32  | 44  | 42.18%      |
| Cienciano           | Perú  | 2021      | 7   | 1   | 1   | 3   | 19.05%      |
| Univ. San Martín    | Perú  | 2022      | 21  | 4   | 4   | 13  | 25.4%       |
| Deportivo Coopsol   | Perú  | 2023      | 24  | 9   | 6   | 9   | 45.83%      |
| Deportivo Municipal | Perú  | 2024-act. | -   | -   | -   | -   | -           |
| Total               | Total | Total     | 497 | 185 | 133 | 177 | 46.14%      |

## Palmarés

### Como Asistente Técnico
| Año  | Club         | País | Logro                |
| ---- | ------------ | ---- | -------------------- |
| 2001 | Alianza Lima | Perú | Descentralizado 2001 |

### Como Director Técnico
| Año  | Club                             | País | Logro                |
| ---- | -------------------------------- | ---- | -------------------- |
| 2007 | Universidad San Martín de Porres | Perú | Apertura 2007        |
| 2007 | Universidad San Martín de Porres | Perú | Descentralizado 2007 |
| 2008 | Universidad San Martín de Porres | Perú | Clausura 2008        |
| 2008 | Universidad San Martín de Porres | Perú | Descentralizado 2008 |

## Distinciones y menciones honrosas
| Año  | Mención                                     | Premio                                                                      |
| ---- | ------------------------------------------- | --------------------------------------------------------------------------- |
| 2007 | Mejor entrenador del año                    | Premio Cable Mágico Deportes - CMD                                          |
| 2007 | Mejor entrenador del año y Premio Fair Play | Asociación de Árbitros Profesionales del Perú                               |
| 2007 | Mejor entrenador del año                    | Asociación de Entrenadores de Fútbol del Perú                               |
| 2008 | Mejor entrenador del año                    | Premio Cable Mágico Deportes - CMD                                          |
| 2008 | Mejor entrenador del año                    | Premio Balón de Oro                                                         |
| 2008 | Mejor entrenador del año y Premio Fair Play | Asociación de Árbitros Profesionales del Perú                               |
| 2008 | Mejor entrenador del año                    | Asociación de Entrenadores de Fútbol del Perú                               |
| 2013 | Mejor entrenador del año                    | Asociación Nacional de Periodistas Deportivos del Dpto. de La Libertad/Perú |